# Pete Townshend Live BAM 1993
Pete Townshend Live BAM 1993 je živé album Petea Towshenda. Bylo nahráno 7. srpna 1993 v Brooklyn Academy of Music a vydáno 11. srpna 2003.

## Seznam skladeb
Disk 1
1. Intro
2. English Boy
3. Meher Baba M3
4. Let's Get Pretentious
5. Meher Baba M4
6. Early Morning Dreams
7. I Want That Thing
8. Intro: Outlive The Dinosaur
9. Outlive The Dinosaur
10. Gridlife 1
11. Flame (demo)
12. Now And Then
13. I Am Afraid
14. Gridlife 2
15. Don't Try To Make Me Real
16. Intro: Predictable
17. Predictable
18. Flame
19. Meher Baba M5 (Vivaldi)
20. Fake It
21. Intro: Now And Then (reprise)
22. Now And Then (reprise)
23. Baba O'Riley (demo)
24. English Boy (reprise)

Disk 2
1. Pinball Wizard
2. See Me Feel Me/Listening To You
3. Let My Love Open the Door
4. Rough Boys
5. Behind Blue Eyes
6. The Kids Are Alright
7. Keep Me Turning
8. Eminence Front
9. A Little Is Enough
10. You Better You Bet
11. Face The Face
12. Won't Get Fooled Again
13. Let’s See Action (Nothing Is Everything)
14. Magic Bus[1]